# Maxillaria pauciflora
Maxillaria pauciflora är en orkidéart som beskrevs av João Barbosa Rodrigues. Maxillaria pauciflora ingår i släktet Maxillaria och familjen orkidéer. Inga underarter finns listade i Catalogue of Life.